# Lasiocala lucens
Lasiocala lucens är en skalbaggsart som beskrevs av Ohaus 1908. Lasiocala lucens ingår i släktet Lasiocala och familjen Rutelidae. Inga underarter finns listade i Catalogue of Life.